# Massonia sempervirens
Massonia sempervirens är en sparrisväxtart som beskrevs av U.Müll.-doblies, G.Milkuhn och D.Müll.-doblies. Massonia sempervirens ingår i släktet Massonia och familjen sparrisväxter. Inga underarter finns listade i Catalogue of Life.